# Антоновская, Анна Арнольдовна
А́нна Арно́льдовна Антоно́вская (1885/86, Тифлис — 1967, Москва) — русская советская писательница, поэтесса, сценарист, литературный критик и публицист. Первая женщина, удостоенная Сталинской премии в литературе (1942).

## Биография
Анна Арнольдовна Венжер родилась 31 декабря 1885 (12 января 1886) года в Тифлисе в семье ремесленника-гравера А. А. Венжера. Всё детство и юность её прошли в Закавказье. Ранняя смерть отца и материальная необеспеченность семьи вынудили её прервать учёбу в Мариинском женском училище в Карсе (позднее сдала экзамены экстерном) и с 14 лет пойти работать кассиром в магазине швейных машин и велосипедов. В 1902—1904 годах Анна выступала в качестве актрисы-любительницы на сцене Авчальской аудитории в Тифлисе — культурном центре главных железнодорожных мастерских.
В 1908 году в жизни Анны Венжер произошла знаменательная встреча. Во время одного из своих путешествий по Грузии, осматривая
знаменитый Сафарский монастырь, Анна впервые услышала имя Георгия Саакадзе. Убеленный сединами местный крестьянин увлекательно рассказал молодой актрисе о богатырских подвигах Великого Моурави, самоотверженно защищавшего жизнь и свободу Грузии. Рассказ мудрого старца произвёл на неё огромное впечатление. С тех пор она начала собирать в разных регионах Грузии предания и народные сказания о Георгии Саакадзе, досконально изучать многочисленные исторические документы, архивные материалы, старинные рукописи, труды грузинских, армянских, иранских, турецких и иных историков, записки французских и итальянских путешественников, миссионеров, купцов, дипломатов — всё, что относилось к Георгию Саакадзе, к эпохе его жизни и деятельности.
В 1909 году Анна окончила курсы художественно-прикладных искусств, успешно занималась металлопластикой, выжиганием по дереву, гелиоминиатюрами. В 1910 году переехала с семьёй в Карс, где открыла школу «художественных работ и изящных рукоделий». С 1911 года выступала на сцене Военного и Гражданского клубов (заменявших
в Карсе профессиональный театр). За сценическую деятельность Антоновская была награждена памятной Золотой медалью.
В 1916 году, в связи с переводом мужа Д. И. Антоновского из Кавказской армии в Петроград (в качестве командира 1-го автобронедивизиона), переехала в Северную столицу.
После Октябрьского революции Антоновская вернулась в Грузию. В 1918 году поселилась в Тифлисе. Здесь она публикует свои произведения в общественно-литературном журнале «Арс», при котором был организован Артистериум. В деятельности Артистериума принимали участие писатели Паоло Яшвили, Тициан Табидзе, В. Гаприндашвили, художники Владимир (Ладо) Гудиашвили, В. Ходжабегов, И. Шарлемань, К. Зданевич, С. Валишевский, композитор А.Черепнин. В 1919 г. в сборнике Тифлисского Цеха поэтов «Акмэ» печатаются стихи
Антоновской. В её доме бывают грузинские писатели, эмигрировавшие из России И. Эренбург и Осип Мандельштам, актриса Московского художественного театра М. Германова, индийский художник Сураварди, актрисы Н. Будкевич, А. Перегонец, Т. Чавчавадзе, режиссёр А.Цуцунава, композитор Ю. Юргенсон. В связи с замыслом романа о Георгии Саакадзе, — Антоновская консультируется с историком С. Какабадзе.
В 1921—1922 годах (после советизации Грузии) Антоновская, приспосабливаясь к новой власти, работала пропагандистом агитационного отдела Грузино-Кавказского отделения РОСТА, стала одним из организаторов объединения русских писателей в Грузии.
В 1922 году семья Антоновских переехала на постоянное жительство в Москву, где Анна Арнольдовна вплотную приступила к работе над романом о Саакадзе. В 1936 году Антоновская окончила Московский вечерний университет марксизма-ленинизма. Член Союза писателей СССР с 1938 года. В годы Великой Отечественной войны писательница выступала с публицистическими статьями, обращалась по радио к зарубежным слушателям, вела обширную переписку с воинами РККА.
В 1966 году Анна Арнольдовна последний раз посетила Тбилиси, будучи приглашена на празднование 800-летия Шота Руставели. Газета «Вечерний Тбилиси» публикует эссе Антоновской «Миджнур из Месхети» (Шота Руставели).

Могила Антоновской на Новодевичьем кладбище Москвы.

А. А. Антоновская умерла 21 октября 1967 года. Похоронена в Москве на Новодевичьем кладбище (участок № 2).

## Творчество
Стихи начала писать в 1904 году. В 1918—1919 годах публиковала стихотворения в акмеистических изданиях; в 1921—1922 годах — политические стихи, пьесы для кавказского отделения РОСТА. В 1925 году, в сборнике Московского Цеха поэтов «Стык», опубликовала
написанные белым стихом отрывки из трагедии «Георгий Саакадзе».
Opus magnum — роман в шести книгах «Великий Моурави» о Георгии Саакадзе, грузинском полководце рубежа XVI—XVII веков (1-я книга 1937, 2-я книга 1940, 3-я книга 1947, 4-я книга 1953, 5-я книга 1957, 6-я книга 1958). Роман в первые же 10 лет был переведен по меньшей мере на три языка. В 1942 году вышел фильм «Георгий Саакадзе», снятый по мотивам этого романа.
Также автор пьес «Революция цветов» (1921), «Георгий Саакадзе» (1925) и «Огни Москвы», романа об интервенции в Грузии «Ангелы мира» (1945—1946, в соавторстве со своим сыном Борисом Чёрным), «Документальных новелл о Грузии» (1961, в соавторстве с Б. Чёрным); неокончена автобиографическая книга «Признание». Сценарист фильмов «Транспорт огня» (1929), двухсерийного «Георгий Саакадзе» (1942, 1943, по «Великому Моурави»).

## Награды и премии
- Сталинская премия второй степени (1942) — за 1—2 части романа «Великий моурави»[4]
- орден Трудового Красного Знамени (13.1.1945)
- медаль «За доблестный труд в Великой Отечественной войне 1941-1945 гг.»
- медаль «В память 800-летия Москвы»